# 你留我在此
《你留我在此》，香港歌手葉德嫻的音樂專輯，於1984年推出，是她離開永恆唱片公司前的最後一作。

## 音樂
曲風被碟評人形容為「高格調又成熟的成人當代音樂」，葉德嫻當時則表示「主要走電子音樂路線」。除了《讓過去過去》和《愛是痛楚》，全為原創歌曲。
陳永良包辦曲詞的同名主打曲是應當時的香港移民潮所寫，曲風有說是R&B，亦有指像歐陸小品。此曲是葉德嫻第二首中文歌曲龍虎榜周冠軍曲，並獲得1984年度十大中文金曲頒獎的最佳中文歌曲獎（頒予作曲的陳永良）。
另一首派台曲《夕陽之戀》語調沉鬱，有論者認為表面描寫黃昏戀，卻也可解作勵志歌。《一生的賭注》由葉德嫻與唱片騎師歌手胡啟榮合唱，內容是對婚姻的恐懼。
1989年，樂評人黃志華挑選心目中的八十年代中文經典唱片，此專輯入選其中。

## 視覺
美術設計和化妝由劉天蘭負責，孫淑興任攝影師，封套採用全黑背景配以葉德嫻的攝像，以一身頹廢的「乞兒裝」造型，表現「被遺棄的落寞」。
其時葉德嫻跟香港音樂錄影帶的唯一製作戶無線電視陷入糾紛，葉德嫻唯有找導演好友許鞍華拍攝兩首主打曲《你留我在此》和《夕陽之戀》的音樂錄影帶，並在一些渡海小輪碼頭播放。

## 曲目列表
| 黑膠唱片 | 黑膠唱片     | 黑膠唱片 | 黑膠唱片    | 黑膠唱片 | 黑膠唱片 |
| 曲序     | 曲目         |          | 作曲        | 备注 | 时长     |
| -------- | ------------ | -------- | ----------- | --- | -------- |
| 1.       | 一生的賭注   | 盧國沾   | 陳永良      | 與胡啟榮合唱                                                                                                 | 3:41     |
| 2.       | 你留我在此   | 陳永良   | 陳永良      | 曾獲梅艷芳、盧巧音及黃凱芹翻唱，分別收錄於專輯《變奏》、《4 Seasons In One Day》及《港樂×黃凱芹 一夜情弦》。 | 3:56     |
| 3.       | 跟蹤         | 鄭國江   | 陳永良      | | 2:26     |
| 4.       | 夕陽之戀     | 盧國沾   | 陳永良      | 1984年電影《行錯姻緣路》插曲                                                                                 | 3:47     |
| 5.       | 悶人夏季     | 盧國沾   | 盧冠廷      | | 2:54     |
| 6.       | 許我一問     | 鄭國江   | 陳永良      | 1984年電影《行錯姻緣路》插曲                                                                                 | 3:24     |
| 7.       | 親親傷心的我 | 林振強   | 盧冠廷      | | 3:27     |
| 8.       | 讓過去過去   | 盧國沾   | Carol Hall  | | 2:16     |
| 9.       | 繼續你的夢   | 何重立   | 林慕德      | 1984年電影《奸人鬼》插曲                                                                                     | 3:38     |
| 10.      | 愛是痛楚     | 林振強   | Burton Lane | | 3:39     |
| 总时长： | 总时长：     | 总时长： | 总时长：    | 总时长： | 33:08    |